# لورتالامین
لورتالامین (انگلیسی: Lortalamine) یک داروی ضدافسردگی است که در اوایل دهه ۱۹۸۰ ساخته شد. این دارو به عنوان یک مهارکننده قوی و بسیار انتخابی برداشت نوراپی نفرین عمل می‌کند. پرونده لورتالامین زمانی که کارآزمایی‌های بالینی را طی می‌کرد بسته شد، احتمالاً به این خاطر که مشخص شد در برخی جانوران باعث سمّیت برای چشم می‌شود. از این ترکیب برای نشاندار کردن ناقل‌های نوراپی نفرین در پژوهشهای PET (توموگرافی با خروج پوزیترون) استفاده شده‌است.